# 细茎双蝴蝶
细茎双蝴蝶（学名：Tripterospermum filicaule）为龙胆科双蝴属下的一个种。